# A Cura (série de televisão)
A Cura foi uma série de televisão brasileira produzida pela TV Globo e exibida de 10 de agosto a 12 de outubro de 2010 em 9 episódios.
Escrita por João Emanuel Carneiro e Marcos Bernstein, teve a direção de Ricardo Waddington e Gustavo Fernandez.
Contou com as atuações de Selton Mello, Andréia Horta, Juca de Oliveira e Caco Ciocler nos papeis principais.

## Enredo
A história da série se inicia com a volta de Dimas Bevilláqua (Selton Mello) a Diamantina, um antigo morador da cidade mineira. Quando criança, Dimas deixou a cidade com sua mãe, Margarida (Nívea Maria), por um episódio não esclarecido, pois foi acusado de ter causado a morte de um colega de infância. Por conta de tal episódio, Dimas quando foi embora de Diamantina foi educado em um colégio interno em São Paulo. Neste tempo, Dimas passou por várias instituições psiquiátricas, e finalmente conseguiu se formar em Medicina. Após vinte anos, ele retorna a Diamantina para fazer as pazes com seu passado e encarar seu destino.
Dimas é um cirurgião considerado rei dos diagnósticos difíceis. E, em sua volta para sua cidade natal, vai descobrir em si uma capacidade curativa que foge à ciência. Para muitos dos moradores locais, ele logo será considerado uma espécie de "curandeiro". Para outros, um assassino, repetindo um episódio dramático da vida da cidade décadas atrás, quando um antigo médico - Otto (Juca de Oliveira) -, também uma figura polêmica, era chamado por uns de santo e por outros, de criminoso.
Dimas vai trabalhar no hospital mais importante da cidade, dirigido há mais de 30 anos pelo Dr. Turíbio Guedes (Ary Fontoura). No emprego, ele reencontra a Dra. Rosângela (Andréia Horta), amiga de infância e filha de Turíbio e Graciema, (Ana Rosa), que é noiva do Dr. Luís Camillo (Caco Ciocler), com quem namora há sete anos. Em pouco tempo, o dom que ele tanto luta para não ter vem à tona. Dimas é capaz de curar pacientes como não conseguiria mesmo com a medicina mais moderna. Mas esses mesmos pacientes aparecem mortos logo depois, gerando um profundo mistério na trama.
A saga deste mineiro tem origem longínqua. No século XVIII, Silvério, antepassado de Dimas e de sua família, chega na região atrás de ouro e diamantes. E, para conquistar seus objetivos, é de uma crueldade sem limites. Silvério maltrata escravos, engana oficiais da coroa, mas também acaba sofrendo as consequências de seus atos. É protagonista de uma jornada de dor e desespero após ser amaldiçoado por um pajé de uma aldeia próxima por uma doença do espírito, o que o levará a encontrar um menino: Ezequiel (Dyjhan Henrique), conhecido na região como um pequeno curandeiro.

## Elenco
| Intérprete          | Personagem               |
| ------------------- | ------------------------ |
| Selton Mello        | Dimas Bevilláqua         |
| Andréia Horta       | Rosângela Guedes         |
| Juca de Oliveira    | Otto Vieira              |
| Caco Ciocler        | Dr. Luís Camillo         |
| Carmo Dalla Vecchia | José Silvério de Andrade |
| Ary Fontoura        | Dr. Turíbio Guedes       |
| Nívea Maria         | Margarida Bevilláqua     |
| Luíza Mariani       | Lucinha                  |
| Ana Rosa            | Graciema Guedes          |
| Eunice Bráulio      | Dona Nonoca              |
| Inês Peixoto        | Edelweiss                |
| Jackson Antunes     | Carlindo                 |
| Rogério Márcico     | Ciro Bevilláqua          |
| Deivy Rose          | Berenice                 |
| Rita Clemente       | Samara                   |
| Dayse Belico        | Gildinha                 |
| Deivy Rose          | Berenice                 |
| Álvaro Chaer        | Wesley                   |
| Ferruccio Verdolin  | Antônio Paulo            |
| Tino Gomes          | Leleco                   |
| Dyjhan Henrique     | Ezequiel                 |
| Domingos Montagner  | Pai de Ezequiel          |

## Prêmios
Prêmio APCA 2010
- Melhor Série

## Reexibições
Foi reprisada pelo Canal Viva entre 15 de maio e 10 de julho de 2014, às 23:10.
Foi reapresentada em duas partes no especial Luz, Câmera, 50 Anos, em 5 e 7 de maio de 2015.